# Stenus arunachalensis
Stenus arunachalensis es una especie de escarabajo del género Stenus, familia Staphylinidae. Fue descrita científicamente por Mainda en 2017.
Habita en India (Arunachal Pradesh).